# أنبوبيات الزهر

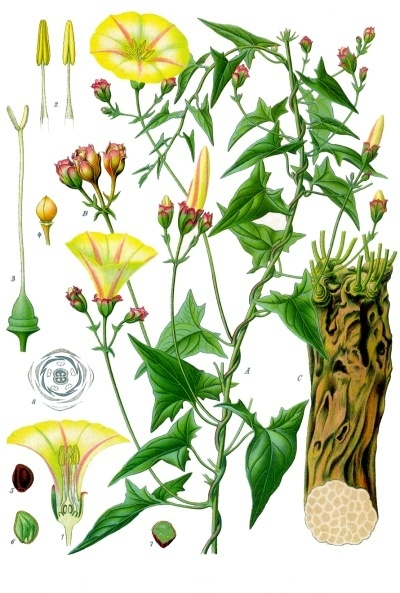

أنبوبيات الزَهْر (بالإنجليزية: Tubiflorae)‏ اسم علمي قديم لمرتبة نباتات من ذوات الفلقتين.